# Asni

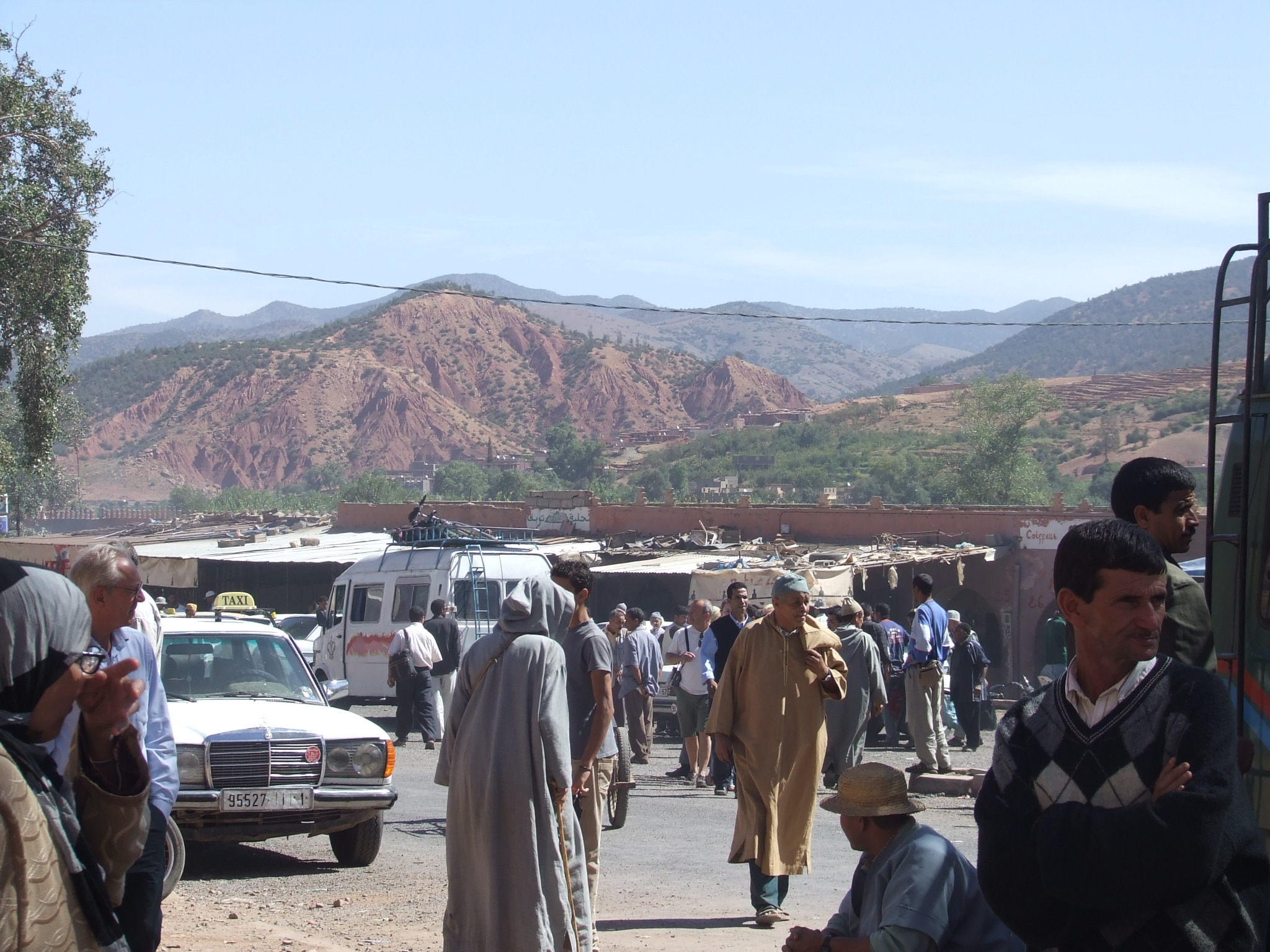
De soek in Asni

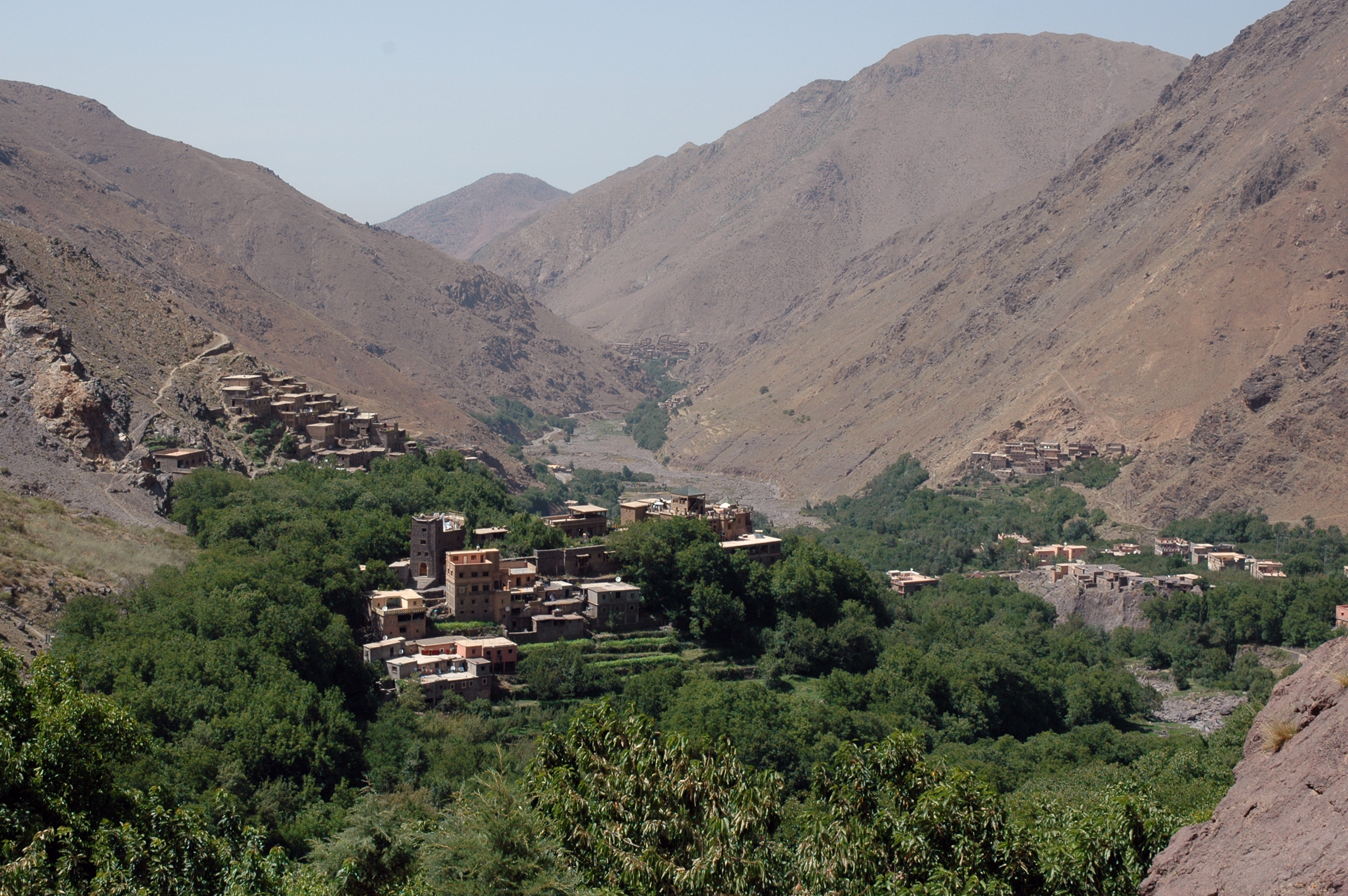
Imlil

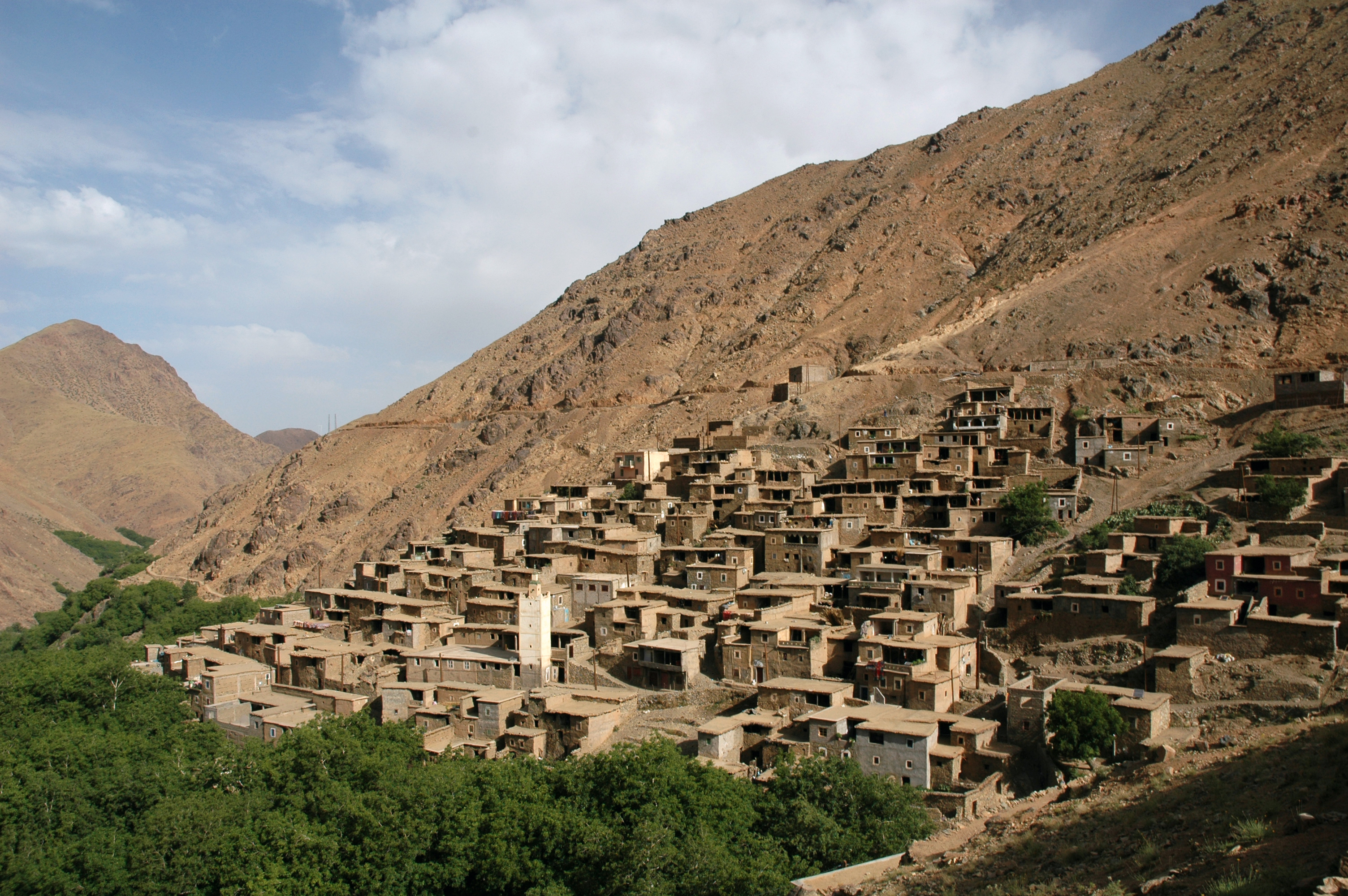
Amssakrou

Asni (Arabisch: أسني; Tamazight: ⴰⵙⵏⵉ) is een stadje en een landelijke gemeente in de provincie Al Haouz in Marokko. Het stadje Asni ligt aan de voet van de Hoge Atlas, zo'n 40 kilometer ten zuiden van de stad Marrakesh. De gemeente omvat nog tientallen dorpen en gehuchten, waaronder het toeristische Imlil, en reikt tot aan de Toubkal in het gelijknamige nationale park. De gemeente telde in 2014 zo'n 21.000 inwoners. 
Het grondgebied valt samen met de twee bovenliggende administratieve niveaus, de caïdat en cercle van Asni. De gemeente grenst aan Moulay Brahim en Tahanaout in het noorden, Oukaïmeden en Sti Fadma in het oosten, Toubkal en Ahl Tifnoute in het zuiden, en Ijoukak, Imgdal en Ouirgane in het oosten.
In 1995 werd Imlil getroffen door stortvloeden, met 150 dodelijke slachtoffers. In 2023 werd de streek getroffen door een zware aardbeving, die globaal meer dan 2900 levens eistte en die in Asni 90% van de huizen verwoestte.